# Gemini 5
Gemini 5 (GT-5) fu una missione nello spazio con equipaggio nel corso del programma Gemini degli Stati Uniti d'America.

## L'equipaggio
La NASA annunciò la composizione dell'equipaggio per il terzo volo Gemini l'8 febbraio 1965, cioè prima che venisse lanciato il primo volo con equipaggio del programma. Gordon Cooper venne nominato comandante della missione e divenne così il primo uomo ad orbitare intorno alla Terra per la seconda volta; infatti la prima missione di Virgil Grissom, nell'ambito del programma Mercury fu un semplice volo suborbitale. Secondo pilota venne nominato l'astronauta del secondo gruppo scelto dalla NASA, pertanto privo di esperienza nello spazio, Charles "Pete" Conrad.
L'equipaggio di riserva fu composto da Neil Armstrong ed Elliot See, entrambi privi di esperienza nello spazio.
Radiofonista di contatto con la capsula (Capcom) operante da Cape Kennedy - cioè per la fase di lancio - fu Virgil Grissom, il comandante della missione di Gemini 3. Dal centro di controllo di Houston, ora il famoso Lyndon B. Johnson Space Center, gli operatori furono James McDivitt, comandante della missione precedente Gemini 4, Neil Armstrong ed Edwin Aldrin.

## Preparazione
La missione di Gemini 5 venne programmata per avere una durata di otto giorni, cioè il doppio della missione precedente Gemini 4. Fine principale della missione fu la dimostrazione pratica dell'affidabilità di tutti i sistemi della capsula per un tempo così lungo, nonché l'analisi della reazione fisica e psichica degli astronauti allo stato prolungato di assenza di gravità.
Per la prima volta venne inoltre testata la fornitura di energia mediante apposite celle contenenti materiali combustibili e non esclusivamente mediante semplici accumulatori. Inoltre fu programmato di effettuare manovre di avvicinamento - le cosiddette manovre rendezvous - con un satellite appositamente trasportato e messo in orbita direttamente da Gemini 5.
Non fu invece programmata dell'attività extraveicolare come nell'ambito della missione di Gemini 4. Tali EVA erano nuovamente previste per la missione di Gemini 8.

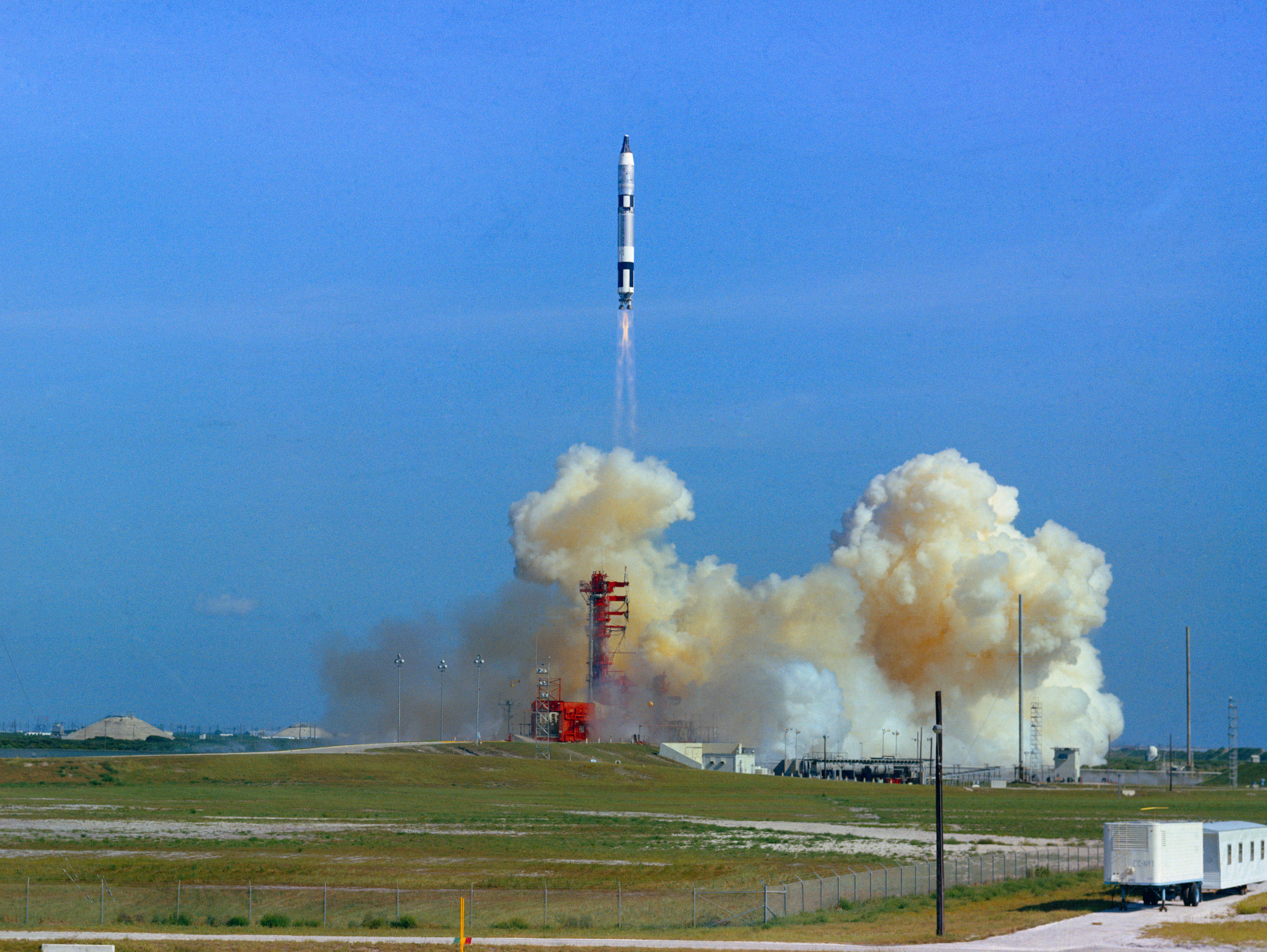
Lancio della Gemini 5

Gemini 5 fu inoltre il primo volo della NASA ad utilizzare un suo emblema. Fu il comandante Cooper ad avanzare la proposta con il carro coperto, che venne accettata dai responsabili. Il motto per la missione proposto dallo stesso, cioè Eight days or bust (più o meno: otto giorni o fallimento) invece venne respinto.  Per il direttore della NASA James E. Webb, infatti, non sarebbe stato un insuccesso o addirittura un fallimento se la missione per varie ragioni non fosse durata i previsti otto giorni. Infatti, ad essere fiscali, alla fine del volo mancarono un'ora e cinque minuti per raggiungere completamente questo traguardo.
Gli emblemi delle missioni del programma Mercury, al contrario di Gemini 3 e Gemini 4, furono elaborati con ampio ritardo sulla data dei rispettivi voli.

## Missione
Il lancio fu programmato per il 19 agosto 1965. Il conto alla rovescia dovette essere interrotto 10 minuti prima del lancio a causa di un problema ad un computer del centro di controllo. Inoltre la situazione meteorologica peggiorò di minuto in minuto e si prevedeva una burrasca. Pertanto il lancio venne annullato e spostato di due giorni.
Gemini 5 venne dunque lanciato il 21 agosto 1965. Già due ore dopo il lancio, Cooper e Conrad furono in grado di mettere in orbita il satellite verso il quale era prevista la manovra di avvicinamento. A causa della perdita di pressione nelle celle contenenti materiali combustibili, gli astronauti furono però costretti a spegnere diversi sistemi della capsula, tanto che non fu più possibile tentare la manovra predetta.
A causa dei problemi, per un attimo venne presa in considerazione addirittura l'interruzione della missione con un immediato rientro a Terra. La pressione si stabilizzò e contemporanei test a terra dimostrarono che si poteva continuare a lavorare anche con una pressione di quel livello. Gli astronauti poterono dunque nuovamente riaccendere uno a uno i sistemi precedentementi spenti e continuare nella loro missione originaria.

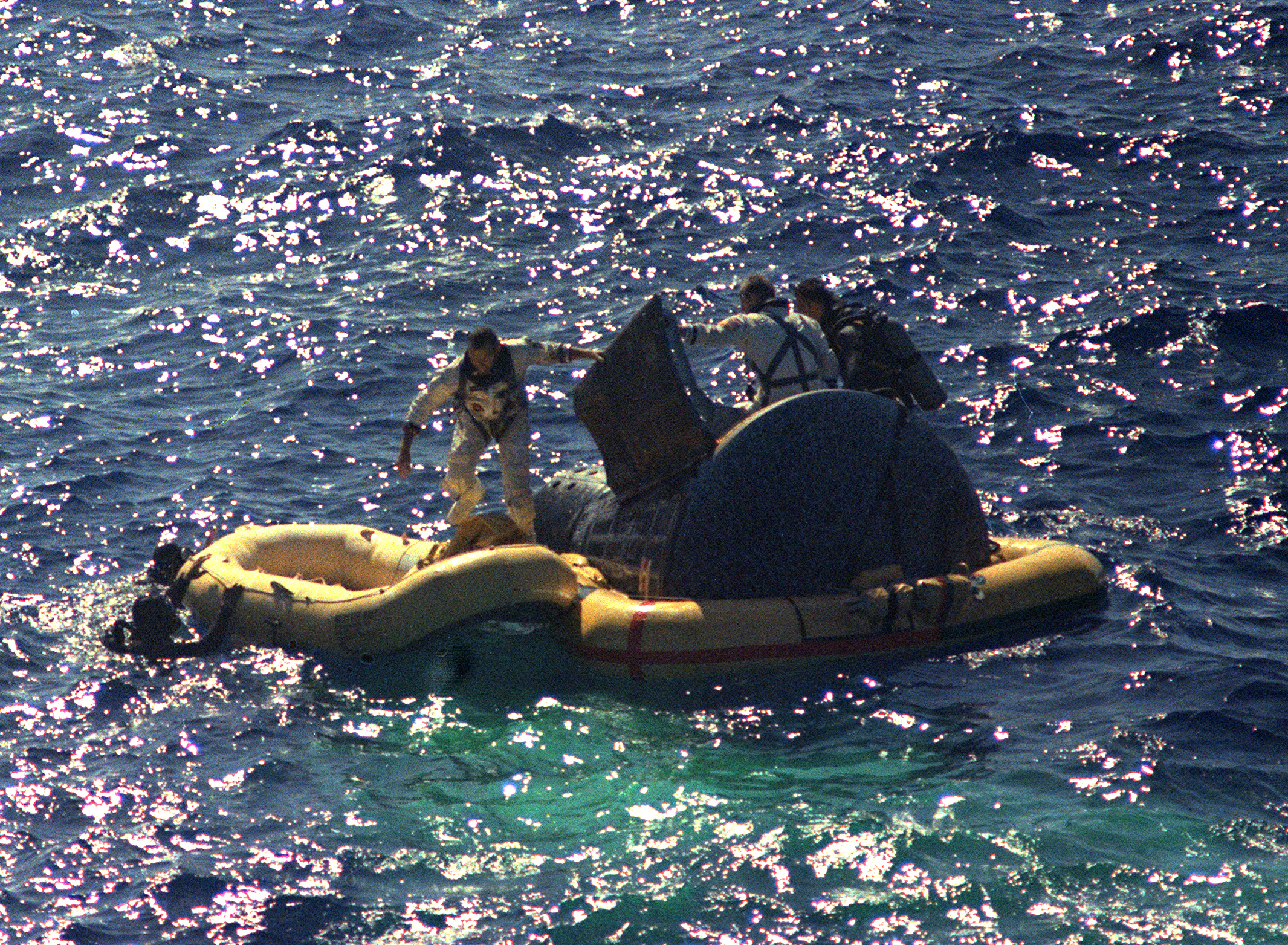
Ammaraggio della Gemini 5

Il terzo giorno della missione vennero effettuate le prime manovre di avvicinamento, fingendo di avvicinarsi ad un satellite. Si trattò di una novità assoluta dei voli nello spazio, cioè il preciso cambiamento e la modifica, nonché ed in particolar modo la deviazione dalla traiettoria originale. I tentativi furono un pieno successo, anche se dopo qualche giorno i retrorazzi usati per effettuare e pilotare dette manovre smisero di funzionare e si dovette dunque rinunciare ad ulteriori tentativi precedentemente programmati.
Verso il termine della missione, la NASA decise di anticipare il rientro a Terra di un'orbita, dato che per la zona di atterraggio erano previste delle situazioni meteorologiche ostiche. Inoltre, a causa di dati erroneamente inseriti nei computer, il punto di atterraggio precedentemente definito venne mancato di 145 km. La NASA aveva comunque precedentemente tenuto conto di una tale possibilità e aveva inviato nella zona di atterraggio più navi, pronte ad effettuare il recupero degli astronauti. Cooper e Conrad vennero dunque presto recuperati da sommozzatori della USS DuPont e portati via elicottero alla nave principale prevista per detto incarico (con a bordo i vari medici e le attrezzature relative), cioè la USS Lake Champlain.

## Importanza per il programma Gemini
Con la durata di otto giorni, l'equipaggio aveva raggiunto un nuovo record di permanenza nello spazio. Questo fu possibile anche grazie all'introduzione delle pile a combustibile (oggetto anche di alcuni inconvenienti  minori durante la missione) in sostituzione delle classiche batterie, utilizzate fino a quel momento per la produzione dell'energia elettrica necessaria alla capsula.
Fu un'importante vittoria di tappa nella corsa verso la Luna. Infatti con questa missione fu dimostrato che l'uomo era in grado di sopravvivere in assenza di gravità per un periodo prolungato, anche superiore a quello necessario per il volo verso la Luna.
La successiva missione di Gemini 6 venne programmata per ottobre dello stesso anno. Per la prima volta si voleva tentare l'aggancio del veicolo spaziale Gemini con un satellite vuoto, precedentemente e appositamente lanciato nello spazio. I programmi non poterono comunque essere realizzati come previsto.